# Танрыяр, Али
Али Танрыяр (тур. Ali Tanrıyar; 15 марта 1914 года, Палеохорион, Греция — 25 мая 2017 года, Стамбул, Турция) — турецкий политик, государственный и спортивный деятель, бывший министр внутренних дел Турции и бывший президент спортивного клуба «Галатасарай».

## Биография
Али Танрыяр родился в греческом (с 1913 года) селе Палеохорион в современной периферии Восточная Македония и Фракия. Позднее семья Танрыяр эмигрировала в Турцию, поселившись в районе Кыркагач области Маниса.
После окончания медицинского факультета Стамбульского университета работал консультантом в больнице «Таксим». В 1983 году был одним из основателей Партии Отечества и дважды (в 1983 и 1987 года) избирался членом Великого национального собрания Турции от Стамбула. В 1983—1984 годах, после победы Партии Отечества на выборах занимал должность министра внутренних дел в первом правительстве Тургута Озала.
15 марта 1986 года стал президентом спортивного клуба «Галатасарай» и занимал эту должность до 17 марта 1990 года. В период президентства Танрыяра удалось добиться финансовой стабильности, футбольная команда «Галатасарай» дважды была чемпионом Турции и один раз бронзовым призёром, два раза завоёвывала Суперкубок Турции. Успехов в это время добивались и другие команды клуба. Так, волейболисты трижды становились чемпионами страны, мужская и женская баскетбольные команды по два раза были чемпионами Турции.
Али Танрыяр был женат, имел одного ребёнка. В 2014 году он отпраздновал своё 100-летие, войдя в список долгожителей. Умер 25 мая 2017 года на 104-м году жизни.